# 信長の野望シリーズ
信長の野望シリーズ（のぶながのやぼうシリーズ、英語：Nobunaga's Ambition series）は、1983年に株式会社光栄マイコンシステム（後に「光栄」→「コーエー」→現「コーエーテクモゲームス」）が発売したPCゲームソフト『信長の野望』を第1作とする、日本の戦国時代をテーマとした歴史シミュレーションゲームのシリーズである。本作により、日本のゲーム市場において「歴史シミュレーション」というゲームジャンルが確立された。シリーズの世界累計出荷本数は2018年時点で1000万本を突破。
デザイナーはシブサワ・コウ（創業者・取締役最高顧問の襟川陽一）。

## 概要
| 1983 | 信長の野望 |
| 1984 |            |
| 1985 |            |
| 1986 | 全国版     |
| 1987 |            |
| 1988 | 戦国群雄伝 |
| 1989 |            |
| 1990 | 武将風雲録 |
| 1991 |            |
| 1992 | 覇王伝     |
| 1993 | ＋覇王伝   |
| 1994 | 天翔記     |
| 1995 | ＋天翔記   |
| 1996 |            |
| 1997 | 将星録     |
| 1998 |            |
| 1999 | 烈風伝     |
| 1999 | ＋烈風伝   |
| 1999 | ＋将星録   |
| 2000 |            |
| 2001 | 嵐世記     |
| 2001 | ＋嵐世記   |
| 2002 | 蒼天録     |
| 2003 | 天下創世   |
| 2003 | ＋蒼天録   |
| 2004 | ＋天下創世 |
| 2005 | 革新       |
| 2006 |            |
| 2007 | ＋革新     |
| 2008 |            |
| 2009 | 天道       |
| 2010 | ＋天道     |
| 2011 |            |
| 2012 |            |
| 2013 | 創造       |
| 2014 | ＋創造     |
| 2015 |            |
| 2016 | 戦国立志伝 |
| 2017 | 大志       |
| 2018 |            |
| 2019 | ＋大志     |
| 2020 |            |
| 2021 |            |
| 2022 | 新生       |
| 2023 | ＋新生     |

本シリーズはウォー・シミュレーションゲームのジャンルに分類されるが、戦術よりも政略や戦略的志向が強いゲーム性となっている。戦国時代の大名となり、内政で自国を富ませ、軍事力を増強する事で他勢力を合戦で討ち滅ぼし領地を広げ全国統一により戦国の世を終わらせる事が最終的な目的である。後のシリーズでは合戦だけではなく外交によって支配下に置く事（従属関係）や惣無事令の発布でも統一できるようになった。シリーズ内での時代背景は、初期の作品ではタイトル通り織田信長が全国統一への足がかりを掴む桶狭間の戦いから本能寺の変までの時期、西暦の16世紀中期の戦国時代後期から安土桃山時代初期だったが、中期以降の作品では信長死後の年代や、信長家督相続以前の年代の状況も再現されるようになった。
時代考証については、本作は「プレイヤーが自分なりの戦国時代を創る」がコンセプトであるため、史実よりユーザーの持つイメージを大事にするとしている。以前、小田原城に当時天守はなかったので史実通りに天守を外したことがあったが、ユーザーから残念がる声が多かったという。史実を覆す遊び方が出来る一方で、史実に沿ったゲーム展開を行うと現れる「歴史イベント」（本能寺の変等）も多数用意されている。第4作の『武将風雲録』では、攻め込んだ国の経路によっては古戦場も登場する。しかし、その古戦場は越中の倶梨伽羅峠（源平時代）や、長門の下関（馬関戦争）、薩摩の鹿児島市内と櫻島（西南戦争）など、必ずしも戦国時代の古戦場が出るとは限らない。
同社が発売している「三國志シリーズ」では作品名の後に2,3,4…とシリーズを示す連番が付されるが、本シリーズでは連番を付けずに「戦国群雄伝」「武将風雲録」というように作品の特徴を示す文言が付される。また、2作毎に大きなシステム変更がある点も一つの特徴で、奇数作（1,3,5…作目）で新機軸が打ち出され、偶数作（2,4,6…作目）で奇数作の特徴を生かしつつ、規模を拡大したり、多少の調整を行っている。ただし、第10作『蒼天録』では、第9作『嵐世記』の新要素である「諸勢力」こそ引き継がれたものの、ほとんど別の作品となっているなど、21世紀に入ってからの作品では必ずしもこの原則が当てはまらなくなりつつある。本シリーズは、常にパソコン版が先行しそれを移植してコンシューマーゲーム版が作成されてきたが、初期の移植では、ハードの性能の問題もあり同じタイトルであっても、一部武将や城が削減されていることが多かった。しかし、PlayStation 2以降は削減はほとんど見られず、むしろ独自要素を追加してパソコン版より改良された内容となっていることが多いようである。この他に携帯電話アプリへの移植も行われている。
『覇王伝』以降では、拡張パックの「パワーアップキット」が発売され、同じ作品をより楽しめるようになっている。パワーアップキットは先に販売されている無印版をプレイしたユーザーの意見が反映される事が多い。『信長の野望・創造 戦国立志伝』ではシリーズ初となる、大名プレイだけでなく家臣としてプレイすることが可能になった。

## 国の区分
基本的に、令制国による国ごとに区切られる。作品によっては、1国をさらに複数に分割したり、逆に複数の国を1地域として扱う物もある。また東北地方は、1869年に行われた陸奥国・出羽国の分割を遡って利用している作品が多い。1国の中に複数の城や拠点が存在する作品もある。

## 大名・武将

### 大名家の識別
初代では、地図に表示される大名家名で区別していた。『全国版』から、機種によって大名家別の色塗り地図で区別するようになり、『戦国群雄伝』からは、色数の少ないファミコン版などで家紋による区別をするようになった。『覇王伝』以降は家紋による区別が定着し、色別はあっても補助的な物となっている（『覇王伝』『嵐世記』『大志』）。
家紋は、その大名家で実際に使われていた家紋で、たとえば織田家は「織田木瓜」、甲斐武田家は「四つ割り菱（武田菱）」で表示される。しかし、複数の大名家で同じ家紋が使われていた場合も多く、色違いにしたり、替紋や旗指物で代用している。作品が下るにつれて、違う替紋になったり、正しい家紋に差し替わっている大名家もある。また、無名の大名家は、実際とは違う家紋が使われているケースもある。
また、印象が優先されて設定されることもある。本願寺家の実際の家紋は、西本願寺は「西六条八ツ藤紋」と「西六条藤紋」（「下り藤紋」）、東本願寺は「東六条八ツ藤紋」と「本願寺抱牡丹紋」などを用いるが、本シリーズでは寺院のイメージから「卍」を家紋に設定していることが多い。史実に根拠のある「下り藤紋」になっている作品もあるが、『覇王伝』『蒼天録（PSP版のみ）』および『創造』以降に限られる。「下り藤紋」は他の作品にも設定はされているが、一条家の家紋となっている。
この他、大名としては登場しない武将でも、家紋が設定されていることがある。たとえば南条家の「夕顔」など。通常目にすることはできず、謀叛などで独立しないと見ることができない。同様に、家紋の設定が無い武将が大名となった場合は、汎用に用意されている家紋が自動的に割り当てられる。

### 登場武将
「信長」というタイトルではあるが、第2作の『全国版』以降は織田信長だけでなく、登場する大名全てをプレイヤーキャラクターとして選択可能（第1作では、2人プレイのときのみ武田信玄が選択可能）になり、また、第3作の『戦国群雄伝』以降では配下武将も登場し、プレイヤーの手腕によって実際の歴史を覆すことが可能となっている。『戦国群雄伝』以降の武将には血縁の概念があり、大名の後継には血縁者を選ばないと家臣の忠誠が激減したり、謀反を起こす家臣が出ることもある。作品によっては、血縁者以外を後継に指名できず、血縁者不在の状況で大名が死亡すると有無を言わさずゲームオーバーになるものもある。作品によっては一部の武将に父親が設定されているが、父親を武将の生年以前に死亡させても、その武将が登場しなくなることはない。
『烈風伝』以降の作品では、戦国時代よりも過去の日本の武将も登場するようになった。このうちPS版『烈風伝withPK』及びPS2版『嵐世記withPK』では日本の古（いにしえ）武将だけではなく、三國志やモンゴル高原、果てはヨーロッパ等の海外の著名な人物が武将として登場した。また、PC版『天下創世』のダウンロードコンテンツや、PS2版『革新withPK』では、大石良雄や堀部武庸等の赤穂浪士や、坂本龍馬や近藤勇等の幕末の志士といった、江戸時代中期以降の人物も武将として登場するようになった。もちろんこれらの武将には、生没年にプラスマイナス数百年の補正がかけられている。また、史実では蠣崎氏などと対立したアイヌ勢力は「デリケートな問題」があることを理由にゲームに登場した事は無く、島津氏に制圧された琉球王国も勢力として登場した事は無く尚寧が『嵐世記』のミッションクリア賞品武将として登場したことがあるのみである。

### 能力値・顔グラフィック
武将を個性付ける能力値は『戦国群雄伝』では「政治」「戦闘」など4種類と少なかったが、シリーズを重ねるごとに「智謀（知略）」が別個に設けられたり、兵科適性や特技により個性付けられるようになった。作品によっては武将本人の武勇と兵の統率力を別個に評価したり、それ以外の能力値で武将の特徴付けをしているものもある。また、各武将への評価にも能力値を通じて時代の変遷を見て取ることができ、大河ドラマ・小説・漫画で主人公、あるいはそのライバルとして取り上げられたため能力値が上がった武将もいる。さらに、それ以外の要因で再評価された武将もいる。例えば、今川氏真はかつては暗愚な大名とされ、政治や戦闘などの能力値は低く付けられていたが、政治的手腕や当時の情勢が考慮されているのか『革新』以降では政治だけはやや高く設定され、尼子晴久は中央集権化や対明貿易など内政手腕が再評価され智謀政治が高くなっている。足利義昭は信長包囲網を作り上げた外交能力を評価され政治、智謀が高い謀将となっている。一方、毛利輝元、武田勝頼は初期の作品では各能力は高かったが、作を重ねるに連れ、能力が低下している。
武将の顔グラフィックについては、初期の作品ではドット数・使用色数も少なく、専用のものが用意されているのは大名と有名武将のみで、比較的無名な武将についてはモンタージュのように、いくつかのパターンに髭を足したり目つきを変えたりして違いを付けていた。シリーズを重ねるごとに各武将ごとに精緻な顔の（『天下創世』以降はバストアップも同）グラフィックが用意されるようになった。能力値同様にドラマ・小説・漫画の影響を受けてグラフィックの傾向が変わった武将もいる。コーエー側は「大河ドラマの役者に、ゲームのビジュアルが影響されることなどはあるか」という問いに対し、「ユーザーのイメージが変わらない限りはほとんどない」としている。
なお、初期の頃には、用意されている専用顔グラフィックが少なかったためか、それぞれ特徴が非常に色濃く出たものであった（『戦国群雄伝』の細川藤孝や風魔小太郎の顔グラフィックが非常に怖い、など）。中期の作品（『烈風伝』など）では、性能の向上でより精密な顔グラフィックの制作が可能になったが、その反面、有名・無名、有能・無能武将で顔グラフィックの扱いの差が大きかった（織田家や甲斐武田家が美男揃いの一方で、一条兼定があまりに童顔すぎる、今川義元が公家被れな顔になっていることなど）。その後、2000年代に入ってからの作品では一時期より差がなくなってきている。

## 作品一覧

### パソコンゲーム・家庭用ゲーム機
|      | 作品名 | 発売日         | 領地単位（数）                    | シナリオ数 （隠し） | 武将数   | 時間経過単位 | 時間経過単位    | 難易度 | ＰＫ版 |
| 通常 | 作品名 | 発売日         | 領地単位（数）                    | シナリオ数 （隠し） | 武将数   | 野戦｜攻城戦 |                 | 難易度 | ＰＫ版 |
| ---- | --- | -------------- | --------------------------------- | ------------------- | -------- | ------------ | --------------- | ------ | ------ |
| 1    | 信長の野望 | 1983年3月30日  | 国（17）                          | 1                   | 17       | 春夏秋冬     | 1日（野戦のみ） |        | ー     |
| 1    | シリーズ第1作。通称「初代」。サブタイトルは無い。中部と近畿の一部の計１７国。基本的に文字と線画で表現されていて、登場武将は大名のみで顔の画像は無い。同時プレイは２人までで、選べるのは織田か武田のみ。 |                |                                   |                     |          |              |                 |        |        |
| 1    | 信長の野望 リターンズ | 1996年         | 国（17）                          | 2                   | 17       | 春夏秋冬     | 1日（野戦のみ） |        | ー     |
| 1    | 「初代」を元にした改修版。通常、正規シリーズにはカウントされない。登場武将は大名のみ。Windowsに準じたインターフェイスへの一新や光栄の3DCGソフト「サイクロン」シリーズを使用した3Dグラフィクスの大名の顔グラフィック・戦略マップが特徴。Windows、Windows 95、PlayStation、セガサターンの各版が発売された。                             |                |                                   |                     |          |              |                 |        |        |
| 2    | 信長の野望・全国版 | 1986年9月      | 国（17/50）                       | 2                   | 50       | 春夏秋冬     | 1日（野戦のみ） |        | ー     |
| 2    | 中部地方周辺の17ヶ国モードか日本全国の50ヶ国モードか選択可能。登場武将は大名のみだが前作とは異なり全ての大名から選択可能。大名の顔や地形が画像で表現されるようになる、合戦で扱える兵種が足軽隊・騎馬隊・鉄砲隊になる、方言モード、最大８人でのプレイなどシステムもより改良され複雑化した。SFC版はシナリオが追加され合計４つになった。 |                |                                   |                     |          |              |                 |        |        |
| 3    | 信長の野望・戦国群雄伝 | 1988年12月     | 国（38）                          | 2                   | 約400人  | 1か月        | 朝昼夜｜1日     |        | ー     |
| 3    | 三國志シリーズの影響を受けて配下武将という概念を導入。多人数プレイ可。東北と九州と関東の一部は省略された。合戦時の守備側の選択による「攻城戦」が加わった。 |                |                                   |                     |          |              |                 |        |        |
| 4    | 信長の野望・武将風雲録 | 1990年12月     | 国（48）                          | 2（1）              | 約450人  | 1か月        | 3時間｜１日     | 4段階  | ー     |
| 4    | 再び全国規模へ。多人数プレイ可。茶の湯や教養といった「文化」、鉄砲や鉄甲船の製造といった「技術」の要素が加わった。 |                |                                   |                     |          |              |                 |        |        |
| 5    | 信長の野望・覇王伝 | 1992年12月4日  | 城（173）                         | 3                   | 約900人  | 1か月        | 共に3時間       | 3段階  | ○      |
| 5    | 従来の国単位制から城単位制に変更。多人数プレイ可。合戦も従来のヘックス戦から進化。家臣を評価する論功行賞制度や家宝、対等同盟の他に従属関係のある同盟の要素が加わった。この作品からパワーアップキット版（ＰＫ版）が登場。 |                |                                   |                     |          |              |                 |        |        |
| 6    | 信長の野望・天翔記 | 1994年12月     | 城（214）                         | 3（1）              | 約1000人 | 春夏秋冬     |                 | 3段階  | ○      |
| 6    | 勢力単位でのコマンド実行。軍団制の導入。多人数プレイ可。 |                |                                   |                     |          |              |                 |        |        |
| 7    | 信長の野望・将星録 | 1997年3月      | 城（64）                          | 5                   | 約700人  |              |                 |        | ○      |
| 7    | 日本地図が一枚絵になり升目で区切られ内政の様子が目で分かるようになった箱庭内政化。多人数プレイ可。 |                |                                   |                     |          |              |                 |        |        |
| 8    | 信長の野望・烈風伝 | 1999年2月      | 城（64）                          | 3（1）              |          | 1か月        |                 |        | ○      |
| 8    | 箱庭内政ゲーム。外交や調略の成否などに影響する「威信」の要素が加わった。攻城戦で高さの要素が加わった。多人数プレイが可能な最後の作品。 |                |                                   |                     |          |              |                 |        |        |
| 9    | 信長の野望・嵐世記 | 2001年2月      | 国                                | 5                   | 約1300人 | 1か月        | リアルタイム    |        | ○      |
| 9    | 国取り合戦への回帰。大名以外の諸勢力（国人衆など）の導入。合戦がターン制ストラテジーからリアルタイムストラテジーへと転換。この作品以降は多人数プレイを廃止。 |                |                                   |                     |          |              |                 |        |        |
| 10   | 信長の野望・蒼天録 | 2002年6月      | 城（150）                         | 5（1）              | 約1500人 | 春夏秋冬     | リアルタイム    | 3段階  | ○      |
| 10   | 城取り合戦への回帰。配下の城主プレイも可能。パワーアップキット版では、北条早雲や細川政元らが登場する1495年など信長誕生以前のシナリオも追加、シリーズ最古のプレイ開始年となっている。 |                |                                   |                     |          |              |                 |        |        |
| 11   | 信長の野望・天下創世 | 2003年9月12日  | 城（100）                         |                     | 約1000人 | 8季節        | リアルタイム    | 2段階  | ○      |
| 11   | 再び箱庭内政の要素が強くなり、内政（城下町）と合戦（攻城戦）がフル3Dで一体的に表現された。大名規模が大きくなると選べる「決戦」によって大規模の大名同士による総力戦の要素が加わった。初心者向けにチュートリアルが加わった。 |                |                                   |                     |          |              |                 |        |        |
| 12   | 信長の野望・革新 | 2005年6月22日  | 城（60）                          | 5                   | 約1000人 | 1か月        | リアルタイム    |        | ○      |
| 12   | 内政や合戦が完全リアルタイム制となり、さらに3D全国1枚マップとなった。この作品から足利家など特定の家で統一した場合エンディングの表現が変更されるようになった。 |                |                                   |                     |          |              |                 |        |        |
| 13   | 信長の野望・天道 | 2009年9月18日  | 城（66）                          | 6                   | 約1200人 |              |                 | 2段階  | ○      |
| 13   | 集落を街道で繋げ支配地域を広げていく街道制を導入。前作に比べて内政が簡略化された。通常のシナリオの他に短期プレイの群雄覇権モードでも遊べる。 |                |                                   |                     |          |              |                 |        |        |
| 14   | 信長の野望・創造 | 2013年12月12日 | 城（約300）                       | 7                   | 約1300人 | 1か月        |                 |        | ○      |
| 14   | 30周年記念作品。城取り合戦への回帰。クエスト形式のイベント戦国伝や姫武将モードの搭載。精巧な3D全国1枚マップは、「真田丸」（NHK大河ドラマ）でも使用される。 シリーズで初めて、PC版と家庭用ゲーム機版（PlayStation 3）が同時発売された。                                                                                                |                |                                   |                     |          |              |                 |        |        |
| 14   | 信長の野望・創造 戦国立志伝 | 2016年3月24日  |                                   |                     |          |              |                 |        |        |
| 14   | 「創造」の派生作品。通常、正規シリーズにはカウントされない。武将個別プレイが可能。 PC、PlayStation 3、PlayStation 4、PlayStation Vitaの4機種同時発売。 |                |                                   |                     |          |              |                 |        |        |
| 15   | 信長の野望・大志 | 2017年11月30日 | 国（71） 郡（約1200） 城（約200） | 7                   | 約2200人 | 1か月        | ターン制        |        | ○      |
| 15   | 35周年記念作品。各勢力を個性化する志システムの採用。農業・商業・募兵の内政システムの変更や戦略全体に影響を与える士気の概念の導入。領民の要素に流民が追加。合戦はＰＫではターン制かリアルタイム制か選択可。 PC、PlayStation 4、Nintendo Switchの3機種同時発売。2018年1月にスマートフォン版（iOS、Android）が発売。                     |                |                                   |                     |          |              |                 |        |        |
| 16   | 信長の野望・新生 | 2022年7月21日  | 国（72） 郡（約1200）             | 11                  | 約2200人 |              |                 | 3段階  | ○      |
| 16   | 40周年記念作品。AIで躍動する武将たちがテーマ。郡システムが本作の根幹とされる。 |                |                                   |                     |          |              |                 |        |        |

### 携帯型ゲーム機
ゲームボーイ
- 信長の野望 ゲームボーイ版（1990年10月10日発売）

ワンダースワン
- 信長の野望 for ワンダースワン（1999年3月11日発売）

ゲームボーイカラー
- 信長の野望 ゲームボーイ版2（1999年4月9日発売）

ゲームボーイアドバンス
- 信長の野望（2001年9月28日発売・サブタイトルは付いていないが『武将風雲録』リメイク）

ニンテンドーDS
- 信長の野望DS（2006年4月27日発売・『烈風伝』リメイク）
- 国盗り頭脳バトル 信長の野望（2008年6月26日発売）
- 信長の野望DS2（2008年7月31日発売・『武将風雲録』リメイク）

ニンテンドー3DS
- 信長の野望（2013年9月19日発売・『武将風雲録』リメイク）
- 信長の野望2（2015年8月6日発売・『烈風伝』リメイク）

PlayStation Portable
- 信長の野望・天翔記 PSP版（2005年9月1日発売）
- 信長の野望・将星録 PSP版（2005年12月22日発売）
- 信長の野望・烈風伝 with パワーアップキット PSP版（2006年3月23日発売）
- 信長の野望・蒼天録 with パワーアップキット PSP版（2011年8月4日発売）

PlayStation Vita
- 信長の野望・天道 with パワーアップキット PS Vita版（2012年9月27日発売）
- 信長の野望・創造 PS Vita版（2014年5月29日発売）
- 信長の野望・天翔記 with パワーアップキット HD Version PS Vita版（2015年11月12日発売）

### オンラインゲーム
- 信長の野望Internet（1998年10月2日発売・通信対戦型シミュレーションゲーム）
- 信長の野望Online（2003年6月12日発売・MMORPG）
- 信長の野望（2003年配信・携帯電話向け対戦型ゲーム。初代と同じくサブタイトルは付いていないが、ゲーム内容は全く異なる）
- 信長の野望タクティクス（2009年6月8日配信・携帯電話向け戦術級育成シミュレーションゲーム）
- 100万人の信長の野望（2010年8月26日開始・ソーシャルゲーム）
- のぶニャがの野望（2011年2月22日 - 2021年2月22日・ブラウザ用オンライン対戦育成シミュレーションゲーム）
- モバノブ（2014年5月29日 - 2019年12月4日・合戦シミュレーションゲーム）
- 信長の野望 201X（2015年5月20日開始・フォーメーションバトルRPG）
- 信長の野望 〜俺たちの戦国〜（2016年12月12日 - 2019年12月3日・スマートフォン向け戦国合戦シミュレーションゲーム）
- 信長の野望 覇道（2022年12月1日開始・スマートフォン、steam向け戦国合戦シミュレーションゲーム）
- 信長の野望 出陣（2023年8月31日開始・スマートフォン向け位置情報ゲーム）

### アナログゲーム
カードゲーム
- 信長の野望・武将風雲録 カードゲーム（1991年発売）
- 信長の野望・覇王伝 カードゲーム（1992年発売）

### コラボレーション
ニンテンドーDS
- ポケモン+ノブナガの野望（2012年3月17日発売。『ポケットモンスター』シリーズの番外編。「ランセ地方」の「ブショー」として、信長らをモチーフにした人物が登場する。ただし「ブショー」デザインは「戦国無双シリーズ」準拠。発売はポケモン）

PlayStation Portable
- 下天の華（2013年3月28日発売。ネオロマンスシリーズ。信長の野望シリーズ30周年記念作品）
- 下天の華 夢灯り（2014年2月27日発売。『下天の華』の続編）

PlayStation Vita
- 下天の華 with 夢灯り 愛蔵版（2016年9月18日発売。PSP版の2作品を1本にまとめ新要素を追加）

オンラインゲーム
- AKB48の野望（2013年1月 - 2018年3月26日・ブラウザ用ファンタジーシミュレーションゲーム。架空のファンタジー世界を舞台に住人であるAKB48メンバーが領地争いを繰り広げる）

## タイアップ
パチンコ
- CR信長の野望（2006年・2008年、ニューギン）

パチスロ
- 信長の野望（2003年、IGT Japan）
- 信長の野望・天下創世（2006年、IGT Japan）
- 信長の野望・天下創世〜第二の刻〜（2007年、IGT Japan）
- 信長の野望オンライン（2008年、IGT Japan）

漫画
- 信長の野望〜輪廻転将〜（2013年 - 2015年、学研パブリッシング、作画：小野洋一郎）

ミュージカル
- 生演奏ミュージカル「信長の野望〜炎舞〜」（2017年、剣舞プロジェクト、作・演出：栗原彰文、音楽：印南俊太朗）

初演キャスト
| - 織田信長 - 徳山秀典 - 明智光秀 - 齋藤ヤスカ - 豊臣秀吉 - 北村悠 - 竹千代 - 佐々木恭祐 - 森蘭丸 - 相本麻紀子 - 平手政秀 - 高田正人、菊地まさはる（※Ｗキャスト） - 足利義昭 - 湯澤幸一郎 - 武田勝頼 - 西泰平、青山太久（※Ｗキャスト） - 浅井長政 - 荒木栄人、田辺裕亮（※Ｗキャスト） - 柴田勝家 - 滝沢亮太、熊野真修（※Ｗキャスト） - 織田信忠 - 江添皓三郎、高草木淳一 - 織田勝長 - 内田大地、有川拓也（※Ｗキャスト） - 今川義元 - 若林純 - 朝倉義景 - 柳橋昌志 - 佐久間信盛 - 宇乃徹、永井良（※Ｗキャスト） - 六角義賢 - 中山佳大 - 安藤守就 - 千藤惇、隈本秋生（※Ｗキャスト） - 氏家直元 - 馬場勇介 | - 稲葉良通 - 那須佳瑛 - 丹羽長秀 - 井原和哉 - 村井貞勝 - 山田雅巳、飛山竜太（※Ｗキャスト） - 林秀貞 - 寺尾歩武 - 毛利輝元 - 若菜、黒木伸一朗（※Ｗキャスト） - 鳥居元忠 - 鈴木吉行 - 覚恕法親王 - 塩川彰彦 - ルイスフロイス - 逢坂空 - 吉法寺 - 難波拓臣 - 帰蝶 - 大竹一重、千はふり（※Ｗキャスト） - お市の方 - 小松春佳、山崎朱菜（※Ｗキャスト） - 茶々 - あずりな、雛形羽衣（※Ｗキャスト） - 初 - 横山瑞季、石井仁美（※Ｗキャスト） - 築山御前 - 岡本彩、牧田咲也加（※Ｗキャスト） - 志乃 - ほなみ奈穂、外井咲和子（※Ｗキャスト） - くノ一 - 月渚まりあ、咲良（※Ｗキャスト） - 女性 - 宮野黎、元谷百合奈、山崎史穂、中村みさき、関根佐和子、御手洗恭子（※Ｗキャスト） |

- 生演奏ミュージカル「信長の野望〜炎舞〜」（再演）（2020年、剣舞プロジェクト、作・演出：栗原彰文、音楽：印南俊太朗、主催：ミュージカル『信長の 野望-炎舞-』製作委員会（剣舞プロジェクト／style office））

再演キャスト
| - 織田信長 - 徳山秀典 - 明智光秀 - 鷲尾修斗 - 帰蝶 - 小泉萌香 - お市 - 引地志歩、筒井咲惠 - 森蘭丸 - 田野優花 - 豊臣秀吉 - 岩崎孝次、崎嶋勇人（※Ｗキャスト） - 竹千代 - 西泰平、栗原彰文（※Ｗキャスト） - 柴田勝家 - 滝沢亮太 - 浅井長政 - 田邊裕亮、GOH IRIS WATANABE（※Ｗキャスト） - 足利義昭 - 篠木隆明、岡崎優（※Ｗキャスト） - 武田勝頼 - 庄田侑右、江添晧三郎（※Ｗキャスト） - 織田信忠 - 入倉慶志郎、佐々木恭祐（※Ｗキャスト） - 織田勝長 - 薗一輝、内田大地（※Ｗキャスト） - 今川義元 - 西岡歩、町田光陽（※Ｗキャスト） - 朝倉義景 - 小野剛聖、稲益佑亮（※Ｗキャスト） - 佐久間信盛 - 山本侑平、毛利光汰（※Ｗキャスト） - 六角義賢／斎藤道三 - 柳沢成人、三嶋健太（※Ｗキャスト） - 丹羽長秀 - 黛凜太郎、有賀太朗（※Ｗキャスト） - 安藤守就 - 小川竜平、楠木優樹（※Ｗキャスト） - 氏家直元 - 藤井惇成、前澤亮（※Ｗキャスト） | - 稲葉良通 - 海老原なつ美、吉川翔貴（※Ｗキャスト） - 村井貞勝 - 畠山留佳、金津裕也（※Ｗキャスト） - 林秀貞／細川藤孝 - 春山航平、坂内勇気（※Ｗキャスト） - 毛利輝元 - 二宮禎祥、三本木大輔（※Ｗキャスト） - 鳥居元忠 - 鍬次郎、加藤弘基（※Ｗキャスト） - 吉法師 - 直井瑞季、石井仁美（※Ｗキャスト） - 織田信秀 - 鈴木吉行 - 茶々 - 月山和香、天塚架月（※Ｗキャスト） - 初 - 伊藤映里奈、一司ゆか（※Ｗキャスト） - 江 - 森麻理子、大野愛（※Ｗキャスト） - 築山御前 - 岬優希、遠乃綾子（※Ｗキャスト） - くノ一志乃 - 鈴木澪、牧田咲也加（※Ｗキャスト） - くノ一小夜 - 日向みお、清水彩（※Ｗキャスト） - 女性1 - 川原夢貴、加藤良美（※Ｗキャスト） - 女性2 - 櫻井恵里佳、池上マリア（※Ｗキャスト） - 女性3 - 福田結希、児玉萌々（※Ｗキャスト） - 女性4 - 三浦亜美、辻はるか（※Ｗキャスト） - 女性5 - 服部友貴穂 - 殺陣アンサンブル - 高野智哉 - 平手政秀／武田信玄 - 髙田正人、菊地まさはる（※Ｗキャスト） |

製作委員会方式で舞台化も幾度もされた。舞台版の詳細は信長の野望・大志#舞台版を参照。

## 著作権をめぐるトラブル
大分県大分市が、2019年6月に発行した広報誌「市報おおいた6月1日号」において、大分ゆかりの戦国武将を紹介するため掲載したイラストが、「信長の野望シリーズ」のキャラクターのデザインと酷似していることが、2020年5月に明らかになった。酷似していたのは、立花道雪・高橋紹運・立花宗茂・立花誾千代の4人であった。また、4人のイラストは同市発行の観光ガイドブックにも使用されていた模様である。ゲームの運営主体のコーエーテクモゲームスは、「信長の野望シリーズに登場するキャラクターを参考にしていることは明らかだ」としており、広報誌の制作を委託した印刷会社の担当デザイナーが「ゲーム画像を参考にした」と認めた。ただコーエーテクモゲームスは、これらのイラストは非営利で配布されていることも踏まえ、謝罪や回収は要求しないとしている。